# Palacio del Partal Alto
El Palacio del Partal Alto, también conocido como Palacio de Yusuf III  o Palacio del Conde del Tendilla,: 58  es un antiguo palacio de la Alhambra, ciudadela histórica de Granada, España. Es el palacio más antiguo de la Alhambra del que se han encontrado restos.: 236  Fue construido durante el reinado de Muhammad II. Tras la conquista de Granada en 1492 se convirtió en la residencia del conde de Tendilla, gobernador de la Alhambra, hasta que fue confiscado por Felipe V en 1717 y posteriormente demolido. Tras las excavaciones realizadas en el siglo XX, una parte de los cimientos del palacio son visibles hoy en día en el Jardines del Partal. 

## Historia
La construcción del palacio se atribuyó tradicionalmente a Yusuf III (r. 1408-1417) —de ahí uno de sus nombres—, pero los estudios más actuales atribuyen su creación al reinado de Muhammad II (r. 1273-1302), y lo más probable es que Yusuf III lo renovara durante su reinado.: 245  El palacio puede corresponder a lo que se denominaba el Dār al-Kubrā (en árabe: دار الكبرى‎, lit. 'Gran Casa'), el palacio oficial del sultán.: 245  Tras el final de la Reconquista y la marcha de los nazaríes en 1492, el palacio se convirtió en la residencia oficial del alcalde (alcaide) de la Alhambra, el conde de Tendilla (posteriormente también marqués de Mondéjar), el primero de los cuales fue Íñigo López de Mendoza y Quiñones (m. 1515).: 297  Hieronymus Münzer, un viajero europeo que visitó la ciudad en la década de 1490, poco después de la conquista, describió el palacio como el más impresionante de todos los palacios de la Alhambra.: 58 
La familia Tendilla-Mondéjar permaneció como gobernadores hasta 1717, cuando Felipe V destituyó de este cargo a José de Mendoza Ibáñez de Segovia (m. 1734), marqués de Mondéjar (heredero del conde de Tendilla), y suprimió el cargo de alcalde. Esto se hizo como castigo por haberse puesto el marqués del lado de la Casa de Borbón durante la Guerra de Sucesión Española. Felipe confiscó las propiedades del marqués en la Alhambra, incluido el palacio. Como el palacio estaba en mal estado y ya no podía utilizarlo, el marqués lo demolió en 1718 o entre 1734 y 1735.: 370 : 298 : 58 : 245  Algunas de las piezas del palacio fueron vendidas posteriormente y se encuentran hoy en colecciones privadas. Los restos del palacio fueron excavados en 1924 por Leopoldo Torres Balbás.: 245  El yacimiento se integró en una zona de jardines paisajísticos, los Jardines del Partal, que datan de la época de Manuel Gómez-Moreno González (décadas de 1910-1920) y de otras actuaciones paisajísticas llevadas a cabo en la década de 1930. Los restos del palacio fueron objeto de una investigación arqueológica más exhaustiva por parte de Antonio Almagro Gorbea y Antonio Orihuela Uzal entre 2001 y 2004.: 245  Alrededor de un tercio del palacio original, aún enterrado bajo el terreno más elevado del sur, permanece sin documentar.: 185 

## Descripción
La forma del palacio sigue el mismo modelo que los palacios posteriores Comares y Partal. Consistía en una estructura centrada en un largo patio rectangular con una un largo estanque en el centro. El estanque era lo bastante grande como para servir de piscina reflectante y resaltaba el eje central del edificio. A ambos lados del eje corto del patio había dos estanques más pequeños.: 245  En el extremo norte del eje principal del edificio había una estructura en forma de torre o una sala con cúpula, que pudo tener ventanas con vistas a los jardines del norte, al igual que los mirador  de otros palacios nazaríes.: 245 
El salón estaba flanqueado por dos pequeñas cámaras laterales y, más allá de éstas, otras dos cámaras cuadradas que también podrían haber estado abovedadas. Comparando esta disposición con la de las cámaras del Mexuar de la Alhambra, el erudito Felix Arnold ha teorizado que la cámara occidental se utilizaba como vestidor del sultán, mientras que la oriental servía de tesorería.: 245  También señala la similitud entre este palacio y el Cuarto Real de Santo Domingo y el Alcázar Genil de Granada, ambos de la misma época o anteriores. Sugiere que el Palacio del Partal Alto demuestra el desarrollo de los primeros palacios nazaríes, que empezaron a integrar las características de las villas rurales en el diseño de los palacios urbanos.: 245 
El palacio estaba rodeado a ambos lados por otras estructuras anexas. En el lado este del patio del palacio había un hamán (casa de baños) cuya disposición era similar a la de otros de la Alhambra. Hoy son visibles los restos de su sistema de hipocausto y de una fuente en su antiguo sala caliente.: 245 : 185–187  La entrada original al palacio también se encontraba en este lado, en la esquina noreste del complejo. Los huecos de la puerta aún son visibles. Desde el portal, un corto pasillo conducía a un patio de forma casi cuadrada, junto al cual pudo haber un establo para que los huéspedes pudieran desmontar y dejar sus caballos.: 185  En el lado oeste del patio principal hay restos de dos viviendas o casas. Estas residencias fueron probablemente modificadas en el periodo posterior a la Reconquista. Ambas contienen una pila de agua central y restos de letrinas. La casa norte, que estaba en una terraza más baja, tiene una habitación al sur de la pila de agua que contiene dos alhamíes: alcobas con un banco o suelo elevado. Esta casa también contiene una habitación con una fuente de suelo poligonal y decoración de cerámica vidriada. Es posible que esta habitación sirviera de patio de entrada. Las dos casas se comunicaban con el patio principal del palacio a través de unas escaleras situadas en el centro.: 185–187  Más al oeste del palacio, al otro lado de una calle, estaba el Rawda, el mausoleo dinástico de los nazaríes.: 370 

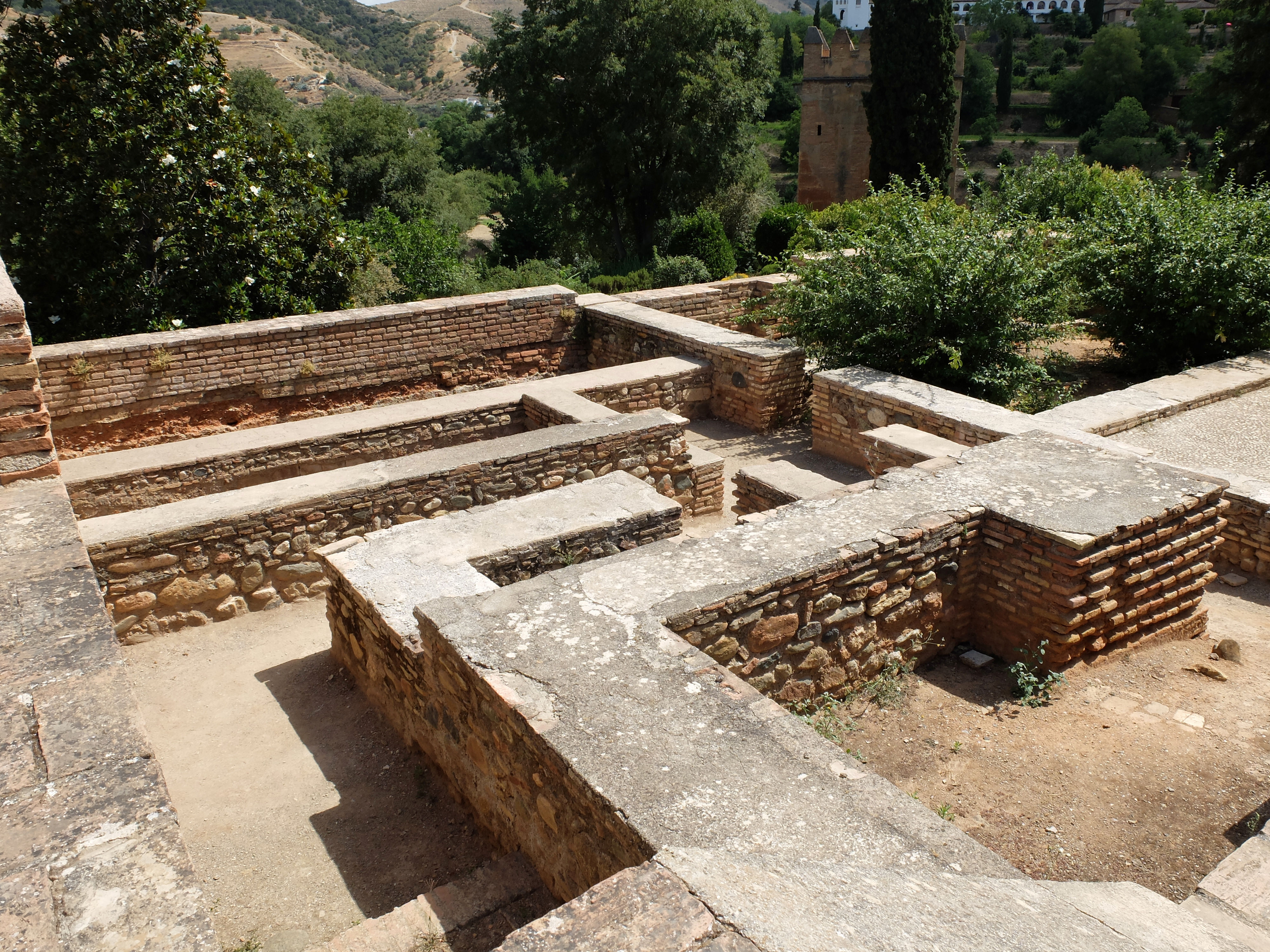
Restos del hamán (casa de baños) en el lado este del palacio.
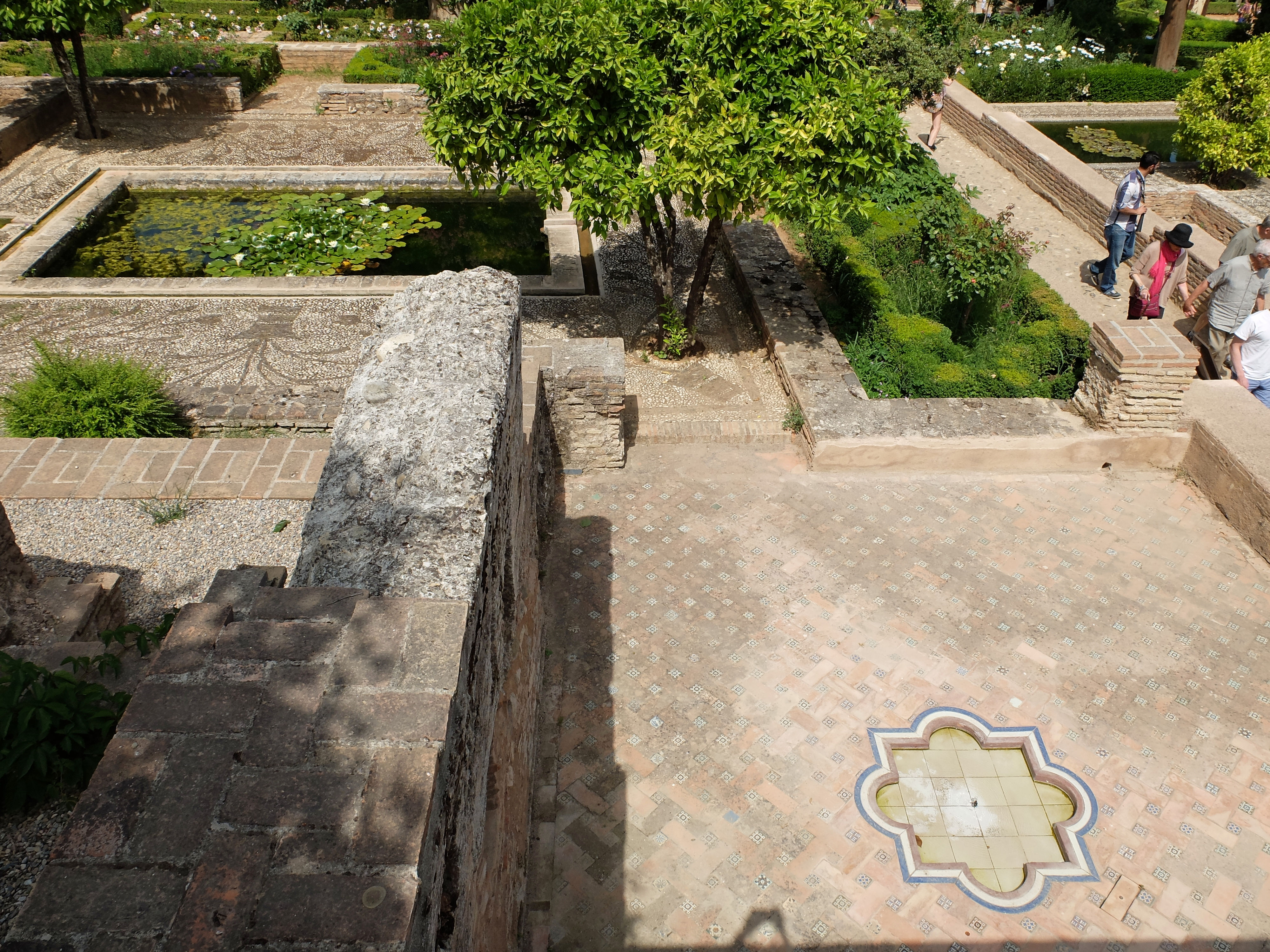
Restos de la casa baja en el lado oeste del palacio.
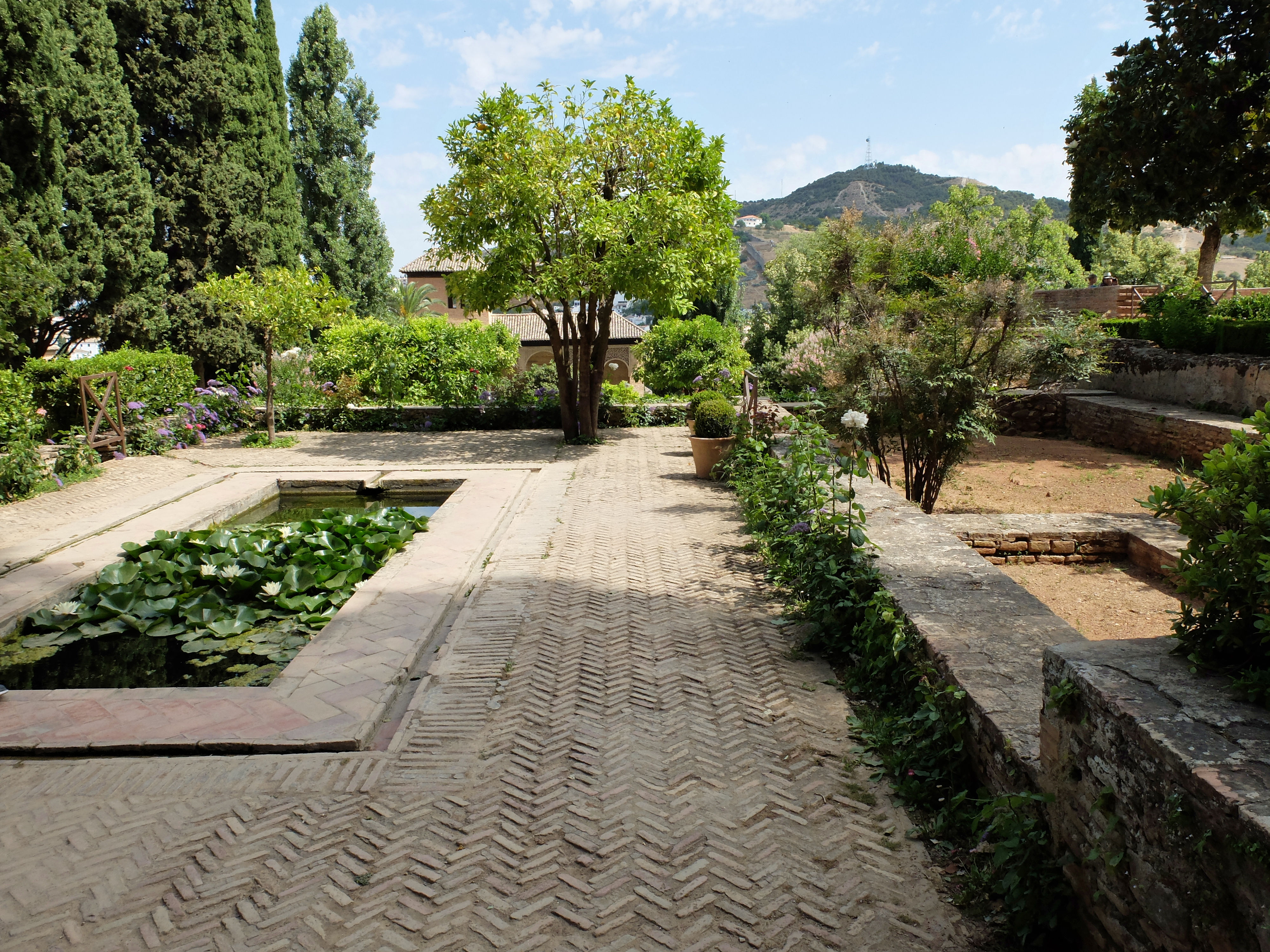
Restos de la casa alta en el lado oeste del palacio.